# Extensionale Identität
Die extensionale Identität bezeichnet eine Identität unter bestimmten Bedingungen der gegebenen Ausdrücke, die die Eigenschaften extensional und umfangsgleich erfüllen.
Es seien A und B beliebige Begriffe. Dann nennt man A extensional identisch mit B genau dann, wenn sie dieselbe Klasse von Individuen widerspiegeln.
Sie erfüllen damit die Bedingung, dass sie dieselben Elemente enthalten bzw. umfangsgleich sind.
Sind zwei Begriffe ihrer Intension nach gleich (intensionale Identität), so sind sie auch extensional identisch.
Zusammenfassung:
- Zwei Begriffe sind identisch gleich, wenn sie im Begriffsinhalt und Begriffsumfang übereinstimmen, d. h. wenn sie intensional identisch und extensional identisch sind.

- Anmerkung: Damit ist klar, dass es auch die Möglichkeit gibt, dass zwei Begriffe intensional verschieden, aber extensional gleich sind.

Beispiel:
- In manchem bayerischen Dorf soll es vorkommen, dass CSU-Ortsverband und Schützenverein exakt dieselben Mitglieder aufweisen, obwohl beide Vereine unterschiedliche Satzungen und Absichten haben. Diese beiden Begriffe sind also extensional, aber nicht intensional identisch.